# Анжуйська династія

Початковий герб Анжу

Анжу́йська дина́стія (фр. Maison d'Anjou), або Андегавени (пол. Andegawenowie) — загальна назва кількох королівських династій ряду європейських країн, які походили з роду графів Анжу.
В Англії до анжуйської лінії належали Плантагенети.
У Неаполітанському королівстві Анжуйська династія правила з 1268 до 1442 року, в Угорщині — з 1308 до 1387 року, у Польщі — у 1370—1382 роках і 1384—1385 роках.